# Co-intervention

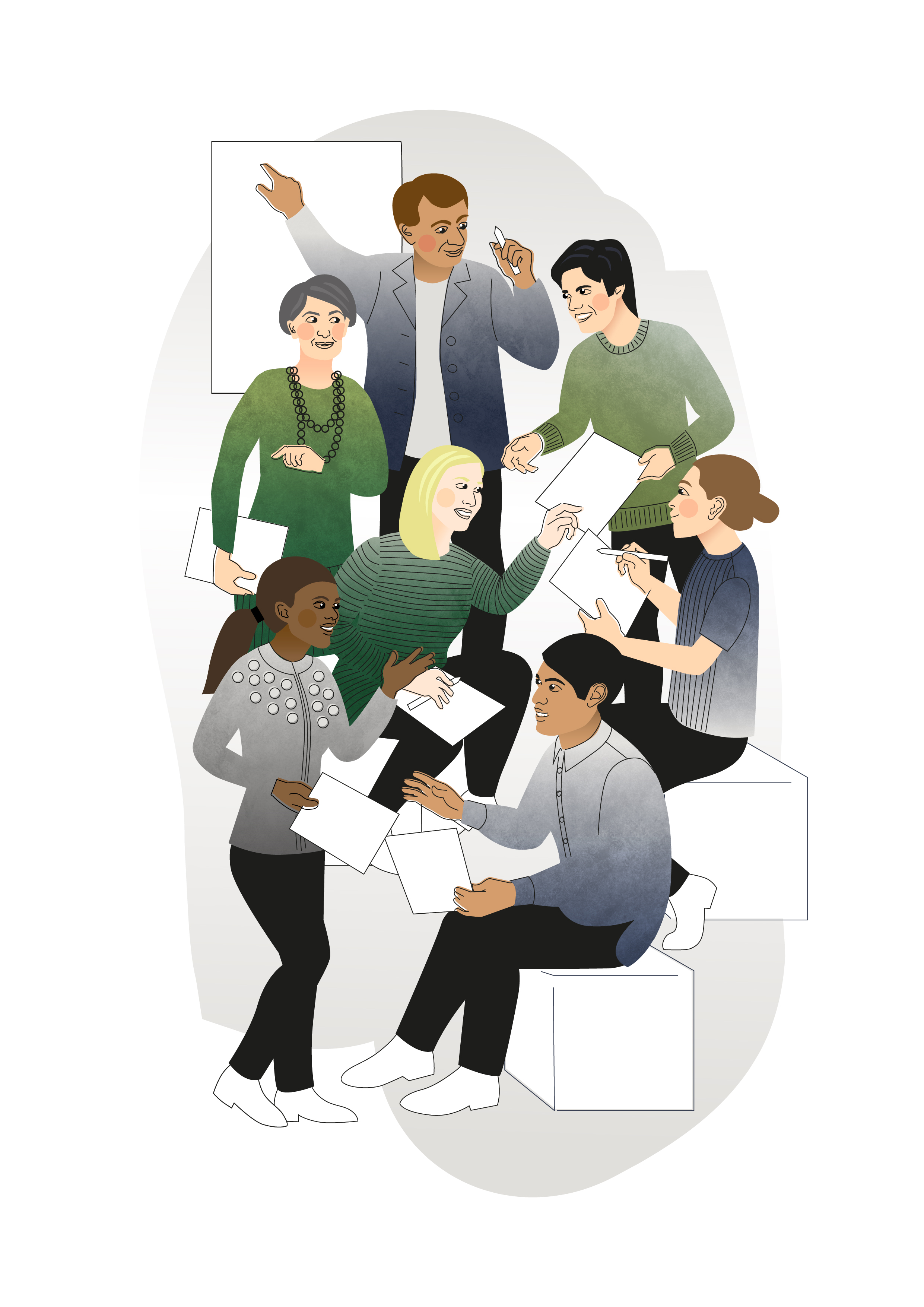
L'enseignement en équipe, c'est travailler ensemble.

La co-intervention ou coïntervention ou encore co-enseignement, traduction du concept de co-teaching dans la littérature francophone, désigne le travail de deux éducateurs, dont au moins l’un est enseignant, avec un degré plus ou moins élevé de partage de la charge de travail, à temps partiel ou complet avec un groupe d’élèves.

## Co-intervention en inclusion
Apparue dans le champ de l’inclusion scolaire, la co-intervention peut s’envisager sous l’angle du partage de travail entre un enseignant de classe ordinaire et un éducateur spécialisé, qu’il soit enseignant ou non.
Dans cette optique, Tremblay (2015) met en avant trois types de co-intervention. Une première, nommé co-intervention interne, se déroule au sein de la classe, permet une adaptation directe du savoir avec très peu de modifications et nécessite très peu de préparation commune dans la mesure où seul l’enseignant de classe ordinaire possède une responsabilité sur les enseignements. Une seconde, qualifiée de co-intervention externe, qui s’envisage, de manière assez transparente, dans deux lieux séparés et via des méthodes différentes mais avec des élèves d’un même groupe, les risques de création d’inégalités scolaires y sont importants[réf. nécessaire]. Le dernier type de co-intervention que cet auteur mentionne est le co-enseignement. Selon l’auteur, le co-enseignement dépasse les deux premiers types de co-intervention car il permet de « maintenir tous les élèves au sein d’un même groupe (même ceux à besoins spécifiques) par un travail de différenciation de l’enseignement », il implique un partage des responsabilités éducatives et une co-construction des unités d’enseignements.

## Les six configurations en classe
Chercheuses de références dans ce domaine, Cook et Friend sont les auteures les plus citées. Elles proposent six configurations de co-intervention en fonction du rôle respectif de chaque enseignant. A noter, dans ces configurations les deux acteurs sont à égalité en termes de statuts.
Leurs travaux ont été repris et augmentés par Toullec-Théry. Aux rôles des enseignants, Toullec-Théry ajoute le lieu où il est fait classe. Elle obtient ainsi trois catégories : le co-enseignement, la co-présence et la co-intervention. En co-enseignement « les deux professeurs enseignent dans le même espace et leur action porte sur un même objet didactique même s’ils ne s’adressent pas toujours au groupe d’élèves au complet. Leurs interventions sont interdépendantes .» La co-intervention correspond ici à la mise en place de différentes activités pédagogiques en simultané qui peuvent se dérouler dans deux espaces différents, avec un risque de perte d’unité de l’enseignement donné et un temps de préparation important, c’est cependant un outil très efficace de différentiation. La co-présence permet aux enseignants d’observer la classe et ainsi d’obtenir un bilan sur ce qui a été fait, les réactions des élèves et ainsi cerner plus précisément les moments de la séance à retravailler ou améliorer.

## DispositifPlus de maîtres que de classes
Le dispositif Plus de maîtres que de classes (PDM), instauré par la circulaire no 2012-201 du 18 décembre 2012, attribue aux écoles élémentaires les plus en difficultés dont l’équipe pédagogique en fait le projet un professeur supplémentaire, le maitre surnuméraire. Ce dernier n’est affecté à aucune classe en particulier, il navigue en fonction des besoins de l’équipe et à la lumière du projet éducatif. Il ou elle se place en soutien de ses collègues, sans pour autant être réduite à un rôle de subordonné. Le dispositif vise la réduction des difficultés scolaires en particulier dans les apprentissages fondamentaux. C’est dans le cadre de ce dispositif que la co-intervention s’est popularisé en France, par les formations dispensées aux maîtres surnuméraires notamment.
Ce dispositif propose l’instauration d’une forme de co-intervention à l’échelle d’une équipe pédagogique. Le projet éducatif étant coconstruit entre tous les acteurs, la responsabilité pédagogique est partagée. Le maitre surnuméraire, se déplaçant de classes en classes, permet l’instauration de plage de co-enseignement. Bien que souvent qualifié de chronophage, le dispositif est plébiscité par les équipes qui l’ont testé.
Malgré la réussite du dispositif créée par François Hollande, il est pratiquement abandonné dès le début de la présidence d'Emmanuel Macron pour favoriser la mise en place de classes de CP à 12 élèves sans pour autant engager de nouveaux fonctionnaires,,.  